# Groupe des conservateurs européens
Le Groupe des conservateurs européens (GCE), anciennement Groupe démocrate européen (GDE) est un groupe parlementaire de l'Assemblée parlementaire du Conseil de l'Europe.
Créé comme Groupe des représentants indépendants en 1970 par des parlementaires britanniques et scandinaves, en réunissant entre 35 et 40 députés du Royaume-Uni, d'Irlande, de Norvège, du Danemark, de Turquie, de Suède et de Suisse. Bien que ce soit le troisième groupe créé au sein de l'APCE, il est le premier à avoir son propre secrétariat en 1977. Le 6 juillet 1978, une proposition de changer son nom aboutit en septembre 1980. Le nom actuel date de 2014.

## Composition

### Présidence
| Poste     | Nom                  | Pays        |
| --------- | -------------------- | ----------- |
| Président | Ian Liddell-Grainger | Royaume-Uni |

### Membres
Il est actuellement composé de 81 membres et qui comprend pour l'essentiel des partis conservateurs ou de droite, comme le parti conservateur (Royaume-Uni), ou anciennement l'AKP turc et Russie unie. Il est également composé de partis membres ou proches du Parti Identité et démocratie comme le Rassemblement national, la Ligue ou l'AfD.